# Bombycilaena discolor
 Bombycilaena discolor    (Pers.) M.Lainz, 1973 è una specie di pianta angiosperma dicotiledone della famiglia delle Asteraceae (sottofamiglia Asteroideae).

## Etimologia
Il nome scientifico della specie è stato definito dai botanici Christiaan Hendrik Persoon (1761-1836) e Manuel Laínz (1923-) nella pubblicazione " Boletín del Instituto de Estudios Asturianos. Suplemento de ciencias. Oviedo." ( Bol. Inst. Estud. Adsturianos, Supl. Ci. 16: 194) del 1973.

## Descrizione
Habitus. La specie di questa voce ha un habitus di tipo erbaceo annuale. La forma biologica è terofita scaposa (T scap), ossia in generale sono piante erbacee che differiscono dalle altre forme biologiche poiché, essendo annuali, superano la stagione avversa sotto forma di seme e sono munite di asse fiorale eretto e spesso privo di foglie. Tutta la pianta è molto densamente lanosa. I cauli di queste piante sono provvisti del floema, ma non di canali resiniferi; mentre i sesquiterpeni lattoni sono normalmente assenti (piante senza lattice).
Fusto. La parte aerea in genere è eretta e densamente fogliosa, semplice o ramoso-corimboso (più raramente). L'altezza media della pianta è di 3 – 8 cm.
Foglie. Le foglie in genere sono disposte in modo alternato/spiralato e sono quasi sempre sessili. La lamina è intera con forme generalmente da oblanceolato-spatolate a lineari-spatolate; i margini sono continui e ondulati (in alcuni casi variano da concavi a involuti); gli apici sono arrotolati. Spesso la superficie è tomentosa o lanosa su entrambe le facce. Dimensione delle foglie: 2 - 5 x 10 – 17 mm.
Infiorescenza. Le sinflorescenze sono composte da alcuni capolini raccolti in glomeruli. Le infiorescenze vere e proprie sono formate da un capolino terminale sessile di tipo discoide. I capolini sono densamente lanosi. I capolini sono formati da un involucro, con forme subsferiche, composto da 4 - 5 brattee, al cui interno un ricettacolo fa da base ai fiori. Le brattee, a consistenza erbacea e grigio-brunastre, sono disposte in modo più o meno embricato su più serie e possono essere connate alla base (strati di stereoma indiviso);  talora possono avere un margine ialino. Il ricettacolo è nudo ossia senza pagliette a protezione della base dei fiori; la forma è simile ad un piolo. Dimensione dei capolini: 4 – 6 mm. Diametro dei glomeruli: 10 – 16 mm.
Fiori.  I fiori, tutti tubolosi lunghi 1 - 1,2 mm, sono tetra-ciclici (formati cioè da 4 verticilli: calice – corolla – androceo – gineceo) e pentameri (calice e corolla formati da 5 elementi). Sono inoltre tubulosi, attinomorfi e si distinguono in:
- fiori del disco esterni: sono femminili e inclusi nelle brattee fogliacee;
- fiori del disco centrali: sono funzionalmente maschili (o anche bisessuali);

In questo gruppo di piante i fiori radiati (ligulati o del raggio) sono assenti; a volte sono confusi con i fiori femminili (tubulosi) del disco esterno più o meno sub-zigomorfi con un lembo piatto e possono essere interpretati come fiori del raggio.
- Formula fiorale:

*/x K {\displaystyle \infty }, [C (5), A (5)], G 2 (infero), achenio
- Calice: i sepali del calice sono ridotti ad una coroncina di squame.
- Corolla: la forma della corolla normalmente è tubolare con 5 lobi (raramente 4); i lobi hanno delle forme da lanceolate o deltate a lineari. I colori della corolla sono porpora.
- Androceo: l'androceo è formato da 5 stami sorretti da filamenti generalmente liberi; gli stami sono connati e formano un manicotto circondante lo stilo; le teche (produttrici del polline) sono prive di sperone, ma hanno la coda (una sola); le appendici apicali delle antere hanno delle forme piatte; il tessuto endoteciale (rivestimento interno dell'antera) è quasi sempre polarizzato (con due superfici distinte: una verso l'esterno e una verso l'interno). Il polline è di tipo echinato (con punte sporgenti) a forma sferica è formato inoltre da due strati di ectesine, mentre lo strato basale è spesso e regolarmente perforato (tipo “gnafaloide”).[6]
- Gineceo: l'ovario è infero uniloculare formato da 2 carpelli. Lo stilo (il recettore del polline) è intero o biforcato con due stigmi nella parte apicale. Gli stigmi hanno una forma allungata; possono essere ricoperti da minute papille o avere dei penicilli dorsali. Le superfici stigmatiche sono separate.[6]
- Antesi: da maggio a luglio.

Frutti. I frutti sono degli acheni. Gli acheni sono piccoli a forma obovoide; la superficie è glabra; il pericarpo può essere percorso longitudinalmente da alcuni fasci vascolari. Il pappo è assente. Tutto il frutto è incluso in una brattea lanosa di 3 – 4 mm.

## Biologia
Impollinazione: l'impollinazione avviene tramite insetti (impollinazione entomogama tramite farfalle diurne e notturne).

Riproduzione: la fecondazione avviene fondamentalmente tramite l'impollinazione dei fiori (vedi sopra).

Dispersione: i semi (gli acheni) cadendo a terra sono successivamente dispersi soprattutto da insetti tipo formiche (disseminazione mirmecoria). In questo tipo di piante avviene anche un altro tipo di dispersione: zoocoria. Infatti gli uncini delle brattee dell'involucro (se presenti) si agganciano ai peli degli animali di passaggio disperdendo così anche su lunghe distanze i semi della pianta. Inoltre per merito del pappo il vento può trasportare i semi anche a distanza di alcuni chilometri (disseminazione anemocora).

## Distribuzione e habitat

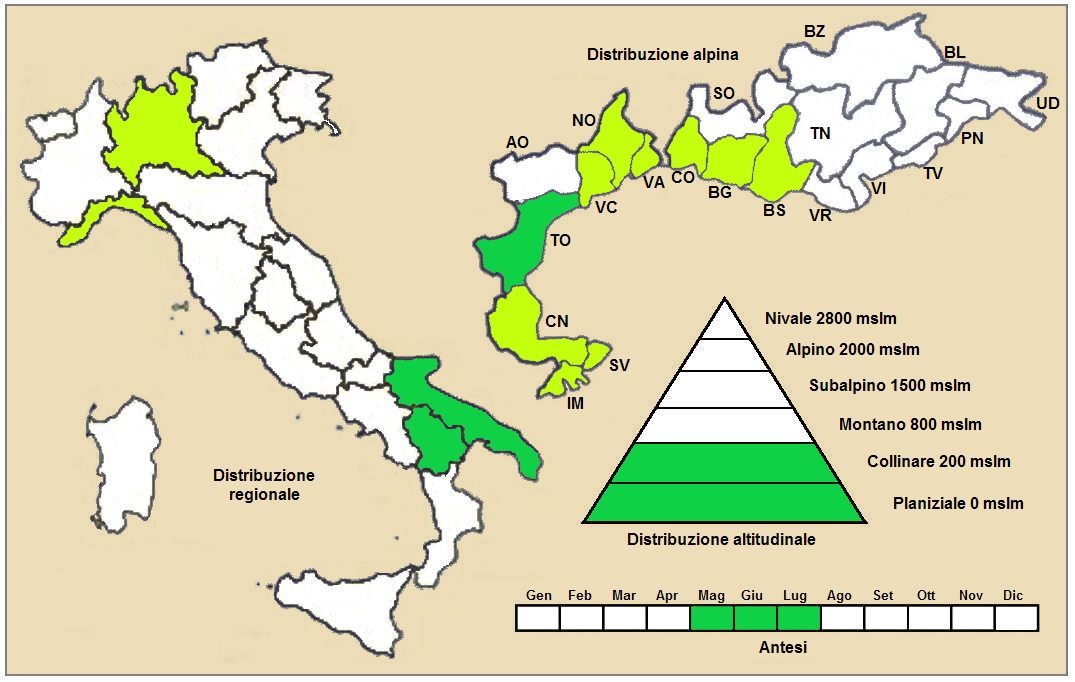
Distribuzione della pianta (Distribuzione regionale – Distribuzione alpina)

Geoelemento: il tipo corologico (area di origine) è Steno-Mediterraneo.
Distribuzione: in Italia questa specie è rara e si trova al Nord (ma da verificare). Questa specie si trova nel resto dell'Europa e dell'areale del Mediterraneo fino all'Iran (escluso l'Egitto).
Habitat: l'habitat preferito per queste piante sono i prati aridi e gli incolti. Il substrato preferito è calcareo ma anche siliceo con pH neutro, bassi valori nutrizionali del terreno che deve essere arido.
Distribuzione altitudinale: sui rilievi alpini, in Italia, queste piante si possono trovare fino a 600 m s.l.m.; nelle Alpi frequentano quindi i seguenti piani vegetazionali: collinare (oltre a quello planiziale).

### Fitosociologia
Dal punto di vista fitosociologico alpino la specie di questa voce appartiene alla seguente comunità vegetale:
Formazione: delle comunità pioniere a terofite e succulente
Classe: Thero-Brachypodietea
Ordine: Thero-Brachypodietalia

## Tassonomia
La famiglia di appartenenza di questa voce (Asteraceae o Compositae, nomen conservandum) probabilmente originaria del Sud America, è la più numerosa del mondo vegetale, comprende oltre 23.000 specie distribuite su 1.535 generi, oppure 22.750 specie e 1.530 generi secondo altre fonti (una delle checklist più aggiornata elenca fino a 1.679 generi). La famiglia attualmente (2021) è divisa in 16 sottofamiglie; la sottofamiglia Asteroideae è una di queste e rappresenta l'evoluzione più recente di tutta la famiglia.

### Filogenesi
Il genere della specie di questa voce è descritto nella tribù Gnaphalieae (una delle 21 tribù della sottofamiglia Asteroideae) e in particolare nella sottotribù Gnaphaliinae. Da un punto di vista filogenetico, la tribù Gnaphalieae fa parte del supergruppo (o sottofamiglia) "Asteroideae grade"; l'altro è il supergruppo "Non-Asteroideae" contenente il resto delle sottofamiglie delle Asteraceae. All'interno del supergruppo è vicina alle tribù Senecioneae, Calenduleae, Astereae e Anthemideae.
Il genere della specie di questa voce appartiene al clade Flag, un gruppo informale monofiletico della sottotribù Gnaphaliinae che occupa una posizione più o meno "basale" e con il clade Australasian forma un "gruppo fratello". In questo gruppo sono presenti specie dioiche (solo fiori femminili o solo fiori maschili) e piante a portamento cusciniforme. I capolini, in formazioni corimbose o spiciformi, possono essere sottesi da foglie bratteali. Il ricettacolo in alcuni casi è squamoso.
Il "Flag clade", da un punto di vista filogenetico, può essere suddiviso in due parti: il "Lucilia-group" basato sui tricomi degli acheni e il resto del clade (in posizione "basale") considerato "gruppo fratello" del primo. Il genere di questa voce appartiene al gruppo "basale" caratterizzato dall'assenza di tricomi; in particolare Bombycilaena insieme al genere "Filago formano un "gruppo fratello".
I caratteri distintivi per la specie  Bombycilaena discolor  sono:
- i glomeruli dei capolini hanno un diametro di 10 - 16 mm;
- le foglie bratteali non superano i capolini;
- le brattee dell'involucro sono 4 - 5.

### Sinonimi
Sono elencati alcuni sinonimi per questa entità:
- Bombycilaena erecta subsp. discolor (Pers.) Mateo & Figuerola
- Micropus discolor  Pers.
- Bombycilaena bombycina  (Lag.) Soják
- Bombycilaena bombycina  (Lag.) Smoljan.
- Micropus bombycinus  Lag.
- Micropus erectus  Ten. ex Nyman
- Micropus erectus subsp. bombycinus  (Lag.) Rouy